# 连结具

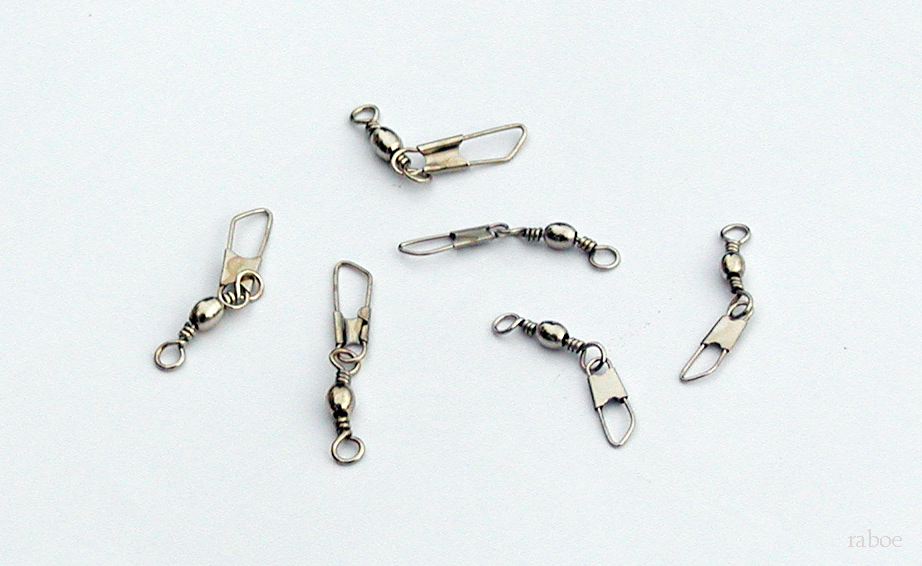
一些连结具。

连结具是连结鱼线与钓竿、母线与子线的一种连结物，使用最广泛的是连结环。:55

## 类别
鱼线的母线与子线连结后容易扭缠交结，为了避免这种情况，常常使用连结具，这种物品被称为返捻环。同样，连结母线与钓竿，常常使用别针。:56-57返捻环的结法分为：直接结法、套结法、蛇口结导线、防缠环连接法、沉子套法等。:56-62

### 自动子线扣
自动子线扣用于连结母线和子线，主要用于钓小鱼，因为其容易断裂。:56-57

### 圆环
圆环是一种无缺口的连结具，在流水中钓鱼可以代替沉子。:56-57

### 三叉
三叉在钓鲫鱼时，绑双钩，十分方便。:56-57